# 태국 올림픽 위원회
태국 올림픽 위원회(태국어: คณะกรรมการโอลิมปิกแห่งประเทศไทย, 영어: National Olympic Committee of Thailand)는 태국을 대표하는 국가 올림픽 위원회이다. IOC 코드는 THA이다. 본부는 방콕에 있으며 아시아 올림픽 평의회에 소속되어 있다.
1948년에 설립했으며 1950년에 국제 올림픽 위원회의 승인을 받았다. 올림픽, 아시안 게임, 동남아시아 경기 대회를 비롯한 국제 스포츠 대회에 참가하는 태국의 선수들을 대표한다.

## 같이 보기
- 올림픽 태국 선수단